# Formules de l'arc moitié
En trigonométrie, les formules de l'arc moitié sont des identités trigonométriques permettant d'exprimer les valeurs de fonctions trigonométriques d'un angle en fonction de la tangente de la moitié de cet angle.
Les trois principales sont celles donnant les sinus, cosinus et tangente en fonction de la tangente de l'angle moitié :
On trouve également :
- {\displaystyle t={\frac {\sin \varphi }{1+\cos \varphi }}={\frac {\tan \varphi }{\sec \varphi +1}}={\frac {1}{\csc \varphi +\cot \varphi }}} et
{\displaystyle t={\frac {1-\cos \varphi }{\sin \varphi }}={\frac {\sec \varphi -1}{\tan \varphi }}=\csc \varphi -\cot \varphi }[1] ;
- {\displaystyle t^{2}={\frac {1-\cos \varphi }{1+\cos \varphi }}} et {\displaystyle \left({\frac {1-t}{1+t}}\right)^{2}={\frac {1-\sin \varphi }{1+\sin \varphi }}} ;
- {\displaystyle \tan {\frac {a+b}{2}}={\frac {\sin a+\sin b}{\cos a+\cos b}}=-{\frac {\cos a-\cos b}{\sin a-\sin b}}}.

## Démonstrations

### Par l'algèbre
Les trois formules principales se déduisent des formules de l'angle double et de l'égalité cos2 + sin2 = 1.
En utilisant les identités trigonométriques de transformation de sommes en produits,
on tire :
{\displaystyle \tan {\frac {a+b}{2}}={\frac {\sin a+\sin b}{\cos a+\cos b}}=-{\frac {\cos a-\cos b}{\sin a-\sin b}}}.
En faisant {\displaystyle a=\varphi } et {\displaystyle b=0}, on en déduit les diverses expressions de {\displaystyle t=\tan {\frac {\varphi }{2}}} (en fonction de {\displaystyle (\sin \varphi ,\cos \varphi ),(\tan \varphi ,\sec \varphi ),(\csc \varphi ,\cot \varphi )}).
Celles de {\displaystyle t^{2}} et {\displaystyle \left({\frac {1-t}{1+t}}\right)^{2}} en découlent.

### Par la géométrie

Schéma (1). Les cercles sont de rayon 1. L'angle entre la diagonale et l'axe x est (a + b)/2.On retrouve ainsi une égalité permettant de retrouver les formules de l’angle moitié.

En appliquant la formule dérivée au schéma (1) ci-contre ci-contre, on voit apparaître immédiatement l'égalité :
{\displaystyle \tan {\frac {a+b}{2}}={\frac {\sin {\frac {a+b}{2}}}{\cos {\frac {a+b}{2}}}}={\frac {\sin a+\sin b}{\cos a+\cos b}}.}

Une preuve géométrique de la formule de l'arc moitié.

Dans le cercle unité, l'application de la formule précédente montre bien que {\displaystyle t=\tan \left({\frac {\varphi }{2}}\right)}. 
Par les propriétés des triangles similaires entre les triangles CAE, OAB et CED
{\displaystyle {\frac {t}{\sin \varphi }}={\frac {1}{1+\cos \varphi }}}.
Il suit :
{\displaystyle t={\frac {\sin \varphi }{1+\cos \varphi }}={\frac {\sin \varphi (1-\cos \varphi )}{(1+\cos \varphi )(1-\cos \varphi )}}={\frac {1-\cos \varphi }{\sin \varphi }}.}
Par le théorème de Pythagore, il apparaît que
{\displaystyle AB={\sqrt {AO^{2}+OB^{2}}}={\sqrt {1+t^{2}}}.}
Ensuite, en regardant les triangles similaires, on a égalité entre les rapports
{\displaystyle {\frac {AB}{AE}}={\frac {OB}{CE}}\Longleftrightarrow {\frac {\sqrt {1+t^{2}}}{AE}}={\frac {t}{\sin \varphi }}.}
{\displaystyle {\frac {AE}{AD}}={\frac {OA}{BA}}\Longleftrightarrow AE={\frac {2}{\sqrt {1+t^{2}}}}.}
D'où
{\displaystyle \sin \varphi ={\frac {2t}{1+t^{2}}}},
dont on peut tirer les autres identités.

## La substitution par la tangente de l'arc moitié dans le calcul intégral
Parmi les applications de la trigonométrie, il est parfois utile de réécrire les fonctions trigonométriques (comme le sinus et le cosinus) comme fonctions rationnelles d'une nouvelle variable t. Ces identités sont connues sous le nom de « formules de l’arc moitié », en rapport avec la définition de t. Ces identités peuvent être utiles en analyse pour convertir des fonctions rationnelles en sin et cos par de nouvelles en t, de façon à simplifier le calcul de primitives.
Dans les faits, l'existence de ces formules repose sur le fait que le cercle est une courbe algébrique de genre 0. Ainsi, les fonctions circulaires peuvent être réduites à des fonctions rationnelles.
Géométriquement, la construction suit le cheminement suivant : pour un point (cos φ, sin φ) du cercle unité, on trace la ligne passant entre ce point et le point de coordonnées (−1, 0). Cette droite intersecte l'axe y en un point d'ordonnée y = t. On peut voir par une étude géométrique simple que t = tan(φ/2). L'équation de la ligne tracée est donc y = (1 + x)t. L'équation de l'intersection de la ligne et du cercle devient une équation quadratique en t, dont les deux solutions sont évidemment (−1, 0) et (cos φ, sin φ), mais elles peuvent donc êtres écrites comme fonctions rationnelles de t.
On peut remarquer que le paramètre t représente la projection stéréographique du point (cos φ, sin φ) sur l'axe y avec comme centre de projection (−1, 0). Ainsi, les formules de l'arc moitié donnent des conversions entre les coordonnées stéréographiques t sur le cercle unité et les coordonnées angulaires standards en φ. On a ainsi les trois formules principales énoncées en introduction.
Par ailleurs,
{\displaystyle \mathrm {e} ^{\mathrm {i} \varphi }={\frac {1+\mathrm {i} t}{1-\mathrm {i} t}}}.
En éliminant φ entre cette égalité et la définition initiale de t, on obtient la relation entre arc tangente et logarithme complexe :
{\displaystyle \arctan t={\frac {1}{2\mathrm {i} }}\ln \left({\frac {1+\mathrm {i} t}{1-\mathrm {i} t}}\right)}.
En analyse, la substitution de Weierstrass est utile pour trouver des primitives de fonctions rationnelles de sin φ et cos φ. En posant
{\displaystyle t=\tan {\frac {\varphi }{2}}},
on en déduit
{\displaystyle \mathrm {d} t={\frac {1+\tan ^{2}(\varphi /2)}{2}}\,\mathrm {d} \varphi }
et donc
{\displaystyle \mathrm {d} \varphi ={\frac {2\,\mathrm {d} t}{1+t^{2}}}}.

## Identités hyperboliques
Un raisonnement similaire peut être fait avec les fonctions hyperboliques. Un point de la branche droite d'une hyperbole équilatère est donné par (cosh θ, sinh θ). En projetant sur l'axe y depuis le centre (−1, 0), on trouve :
{\displaystyle t=\tanh {\frac {\theta }{2}}={\frac {\sinh \theta }{\cosh \theta +1}}={\frac {\cosh \theta -1}{\sinh \theta }}}
et les identités
{\displaystyle {\begin{aligned}&\cosh \theta ={\frac {1+t^{2}}{1-t^{2}}},&&\sinh \theta ={\frac {2t}{1-t^{2}}},\\[8pt]\end{aligned}}}
et
{\displaystyle \mathrm {e} ^{\theta }={\frac {1+t}{1-t}},\qquad \mathrm {e} ^{-\theta }={\frac {1-t}{1+t}}.}
L'utilisation de cette substitution pour le calcul de primitives est parfois appelée substitution de Weierstrass, du nom de Karl Weierstrass, sans pour autant justifier cette appellation,,, d'autant que la technique était déjà utilisée par Leonhard Euler (1707-1783), donc avant la naissance de Weierstrass.
Trouver θ en fonction de t donne la relation entre argument tangente hyperbolique et logarithme naturel :
{\displaystyle \operatorname {artanh} t={\frac {1}{2}}\ln \left({\frac {1+t}{1-t}}\right)}.
(« ar- » est ici préféré à « arc- » car « arc » renvoie à une longueur d'arc et « ar » est une abréviation pour « area ». Elle est l'aire entre deux rayons et une hyperbole, plutôt que la longueur d'arc entre deux rayons et un arc de cercle.)

## Fonction de Gudermann
En comparant les identités hyperboliques et circulaires, on peut remarquer qu'elles appellent les mêmes fonctions de t, mais simplement permutées. En identifiant le paramètre t dans les deux cas, on arrive à une relation entre les fonctions circulaires et hyperboliques. C'est-à-dire que si
{\displaystyle t=\tan {\frac {\varphi }{2}}=\tanh {\frac {\theta }{2}}}
alors
{\displaystyle \varphi =2\arctan \left(\tanh {\frac {\theta }{2}}\right)\equiv \operatorname {gd} (\theta )}
où gd est la fonction de Gudermann. Celle-ci donne une relation directe entre les fonctions circulaires et hyperboliques sans faire appel aux nombres complexes. Les descriptions des formules de l’arc moitié (au sens des projections stéréographiques) donnent une interprétation géométrique de cette fonction.

## Triplets pythagoriciens
La tangente de la moitié d'un angle aigu dans un triangle rectangle dont les côtés sont un triplet pythagoricien sera nécessairement un  nombre rationnel dans l'intervalle ]0, 1[. Réciproquement, si la tangente d'un demi-angle est un nombre rationnel compris dans l'intervalle ]0, 1[, il existe un triangle rectangle ayant un angle plein et dont les longueurs des côtés forment un triplet pythagoricien.